# Újhely (Románia)
Újhely (románul Uihei) falu Romániában, a Bánságban, Temes megyében.

## Fekvése
A Temesvár–Nagyszentmiklós vasútvonal mellett, Perjámostól délre, Sándorháza, Bogáros és Nagyjécsa közt fekvő település.

## Története
Újhelyet 1843-ban a magyar királyi kincstár telepítette, a Bogáros és Sándorháza közötti pakáczi pusztán. Német lakossága, mely dohánykertészettel foglalkozott, a Grabácz, Bogáros, Csatád, Nagy-Jécsa és Sándorháza falvakból verődött össze. 1843-ban, alapításakor Újhelyen 96 ház állt és 500 lakosa volt, lassanként azonban a házak száma 154-re szaporodott.
1851-ben Fényes Elek írta a településről: „Újhely, contractualis helység, Torontál vármegyében, utolsó posta Csatád. A határ kiterjedése 1296 hold, melyből szántó 1120 hold, legelő 85 hold, házhelyek 91 hold. A föld fekete és gazdag termékenységű. Földesura a királyi kincstár. Lakik itt 662 római katholikus német.”
1910-ben 672 lakosából 658 fő német, 7 magyar, 7 pedig román volt. A népességből 655 fő római katolikus volt.
A trianoni békeszerződés előtt Torontál vármegye Perjámosi járásához tartozott.
2002-ben 565 lakosa közül 561 fő román, 2 német, 1 szerb nemzetiségű és 1 cigány etnikumú volt.